# Luis Ramírez (football, 1954)
Pour les articles homonymes, voir Luis Ramírez, Ramírez et Zapata.
Luis Ramírez Zapata, de son nom complet Luis Baltazar Ramírez Zapata, est un ancien attaquant international salvadorien, né le 6 janvier 1954 à San Salvador.
Il est le seul buteur salvadorien en Coupe du monde. En 1982, en Espagne, il marque contre la Hongrie.  Le score final de la rencontre (10 buts à 1 pour les Hongrois), constitue la plus large défaite en Coupe du monde, pour une sélection participante.
Malgré cela, il est fêté en héros au Salvador car la première participation à une Coupe du monde (celle de 1970) de l'équipe nationale s'était soldée par trois défaites sans but marqué.
Sélectionné dix-huit ans dans l'équipe du Salvador, il marqua dix-sept buts.

## Clubs
- CD Águila
- CS Cartagines
- Alianza FC
- CF Puebla
- Club Deportivo Platense
- Club Deportivo Marte Quezaltepeque
- Washington Diplomats
- CD Águila